# 峨眉虾脊兰
峨眉虾脊兰（学名：Calanthe emeishanica）为兰科虾脊兰属下的一个种。它们是中国的特有种，分布于四川省峨眉山。其栖息地位于海拔2000米的山坡阔叶林。在形态上它们与三棱虾脊兰（Calanthe tricarinata）相近，两者间区别在于花瓣的形状。

## 保育现状
在中国物种红色名录中，峨眉虾脊兰被列为极危。它们的栖息地较为狭小且因当地农业林业发展而退化。

## 扩展阅读
- 維基物種上的相關：峨眉虾脊兰